# NGC 1950
NGC 1950 é um aglomerado estelar aberto na Grande Nuvem de Magalhães, na direção da constelação da Mesa. Foi descoberto pelo astrônomo inglês John Herschel em 1837. Devido a sua fraca magnitude aparente (+13,7), é visível apenas com grandes telescópios amadores ou com equipamentos superiores.